# Winged Assassin
"Winged Assassin" is de tweede aflevering van de televisieserie Captain Scarlet and the Mysterons, een sciencefictionserie waarin gebruikgemaakt wordt van de poppenspeltechniek supermarionation. De aflevering werd voor het eerst uitgezonden op ATV Midlands in Engeland op 6 oktober 1967.

## VErhaal
Op een nacht dringt een huurmoordenaar een hotelkamer binnen, gewapend met een geweer. Net voordat hij zijn doelwit kan vermoorden, wordt hij zelf neergeschoten door Captain Grey. Ondertussen waarschuwen de Mysterons Spectrum dat ze de directeur-generaal van de Verenigde Aziatische Republiek zullen vermoorden.
In de Cloudbase meldt Colonel White dat de eerste aanslag van de Mysterons al mislukt is, maar dat ze niet op zullen geven. Als de directeur-generaal uit Londen vertrekt, moet hij beschermd worden. Captain Blue maakt zich klaar voor vertrek naar Engeland. Ondertussen ontwaakt Captain Scarlet in het lichaam van zijn Mysteron dubbelganger nadat hij was omgekomen bij een aanslag op de president. Hij wordt onderzocht door Dr. Fawn. Scarlet kan zich niet veel herinneren van de tijd dat hij in de macht was van de Mysterons. Fawn concludeert dat Scarlet de retrometabolisme-krachten van de Mysterons heeft verkregen. Hij kan nog wel gewond raken en zelfs gedood worden, maar zal altijd genezen en weer tot leven komen. Beseffend dat Scarlet in feite onverwoestbaar is geworden, geeft Colonel White hem de taak de directeur-generaal te beschermen. White stuurt ook de Angels eropuit, omdat hij vreest dat de Mysterons gemakkelijke de beveiliging op het vliegveld van Londen kunnen omzeilen.
Op een New Yorkse luchthaven vertrekt vlucht DT19 naar Londen. Captain Black kijkt toe vanaf de grond.
Captain Scarlet en Captain Blue landen in Engeland en reizen over land verder met een SPV. Terwijl Captain Grey en de directeur-generaal in het geheim naar het vliegveld reizen, wordt ter afleiding een nep escorte opgezet.
70 minuten voor aankomst in Londen, krijgt de DT19 motorpech en duikt naar beneden. De piloten kunnen geen noodsignaal uitzenden vanwege een kapotte radio. Ook zijn alle systemen om onbekende reden onbruikbaar en kunnen de standaard handelingen voor een dergelijke noodsituatie niet worden uitgevoerd. Het vliegtuig crasht in zee en explodeert, waarna een identiek vliegtuig over de wrakstukken vliegt gevolgd door de Mysteron ringen.
Aangekomen in Londen kijken Scarlet en Blue toe hoe het nepescorte het vliegveld betreedt. Wanneer de gekopieerde DT19 arriveert, voelt Scarlet zich even onwel. Ondertussen stopt het Yellow Fox voertuig, waar de directeur-generaal in zit, naast een privéjet. De directeur-generaal gaat aan boord.
Alles lijkt soepel te verlopen, totdat de luchtverkeersleiding meldt dat de DT19 zijn passagiers niet uitlaad. De toezichthouder scant de cabine met een telescoop, en ontdekt tot zijn schok dat het vliegtuig leeg is. Het vliegtuig rijdt onder invloed van de Mysterons naar de startbaan van de privéjet. Blue geeft de jet opdracht meteen te vertrekken en zet de achtervolging op de DT19 in samen met Scarelet. Scarlet beveelt de Angels om de DT19 te vernietigen, maar zij slagen hier niet in. In een laatste poging schiet Scarlet Blue uit de SPV met zijn schietstoel, en ramt met de SPV het landingsgestel van de DT19. De DT19 komt tot stilstand en de SPV crasht tegen een radarbunker. Helaas heeft de privéjet nog niet genoeg hoogte gemaakt. Een van de vleugels breekt af en de jet stort neer in een veldje.
Terwijl een ambulance het gewonde lichaam van Scarlet wegbrengt, corrigeert Blue de luchtverkeersleider die denkt dat met de dood van de directeur-generaal, Scarlet voor niets gestorven is.

## Rolverdeling

### Reguliere stemacteurs
- Captain Scarlet — Francis Matthews
- Captain Blue — Ed Bishop
- Colonel White — Donald Gray
- Lieutenant Green — Cy Grant
- Captain Ochre — Jeremy Wilkin
- Captain Grey — Paul Maxwell
- Dr Fawn — Charles Tingwell
- Destiny Angel — Liz Morgan
- Rhapsody Angel — Liz Morgan
- Melody Angel — Sylvia Anderson
- Voice of the Mysterons — Donald Gray

### Guest Voice Cast
- Directeur-General — Jeremy Wilkin
- Captain Brown — Charles Tingwell
- DT19 Piloot — Paul Maxwell
- DT19 Copiloot — Martin King
- Luchthaven Chef — Martin King
- Luchthaven Operator — Charles Tingwell
- Agent 042 — Charles Tingwell
- Intercontinental Airlines Tannoy — Janna Hill